# Masatoshi Nakayama
Masatoshi Nakayama (13 de abril de 1913 - 15 de abril de 1987) fue un lingüista y educador físico japonés, quien llegó a ser uno de los principales maestros y difusores del karate-Do estilo Shotokan a nivel mundial, por medio de la organización JKA o Japan Karate Association, la cual fue fundada durante la segunda mitad del siglo XX.

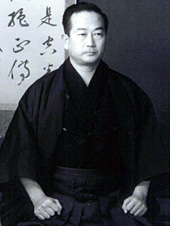
Maestro Masatoshi Nakayama

## Biografía
El maestro Masatoshi Nakayama nació en Kanazawa, Japón. En una familia descendiente de antiguos guerreros feudales o samurái pertenecientes al clan Sanada, dedicada a la enseñanza y practica del arte clásico de la esgrima japonesa o kenjutsu; el cual en la nueva era Meiji (siglo XX) fue consolidado desde sus varios estilos en el arte formativo del camino del sable o kendo de hoy día. Su padre, Naotoshi, estudió Judo (lucha cuerpo a cuerpo) y fue médico del ejército. Inicialmente la familia Nakayama se estableció en Taipéi, Taiwán. Fue allí donde el joven Masatoshi pasó sus años de la escuela primaria. Además de sus estudios académicos, se dedicó a la práctica del kendo, Judo, natación, esquí, tenis y atletismo. Su abuelo, Naomichi Nakayama, además de ser instructor de kendo, fue asimismo cirujano en Tokio. Naotoshi había seguido los pasos de su padre en la medicina y naturalmente esperaba que Masatoshi hiciera lo mismo.
El futuro maestro de karate-do, sin embargo, había desarrollado un fuerte interés por la cultura e idioma de la china; país, que finalmente visitaría y en el que se radicaría por algún tiempo después. Tras la secundaria, presentó en secreto los exámenes de ingreso como candidato a estudiante de lenguas extranjeras en la Universidad de Takushoku, que se especializaba en preparar a los estudiantes para trabajar en el extranjero. En 1932, cuando Nakayama llegó a Takushoku para empezar sus estudios en idiomas extranjeros, pensó en continuar su práctica del kendo. Pero, debido a que leyó mal el horario, se presentó a la sala de entrenamiento o dojo cuando el grupo de karate-Do estaba practicando y quedó fascinado por lo que vio; siendo invitado a regresar la próxima clase. Como Él lo mencionaría después: "yo me olvidé completamente de los entrenamientos de kendo". En esos momentos, el maestro Gichin Funakoshi estaba enseñando personalmente y el entrenamiento era agotador. Solo aproximadamente el 10 % de los estudiantes duraban más de seis meses. Los entrenamientos entonces consistían fundamentalmente en 50 o 60 repeticiones detalladas de un solo kata, trabajo en parejas, acondicionamiento físico, y alrededor de 1000 golpes al poste de golpeo o makiwara, con las diferentes superficies de manos y pies.
Es importante notar que la generación anterior a la Segunda Guerra Mundial (1939-1945) de la que era parte el maestro Nakayama se había formado desde la niñez practicando kendo (esgrima) o Judo (lucha); en apoyo a la política imperialista del Japón. Así que estaban acostumbrados a los encuentros deportivos donde se enfrentaban a un antagonista real. Esto llevó metodológicamente al desarrollo posterior e inclusión en la práctica del Karate-Do estilo Shotokan del combate a cinco, tres, y un paso (Go-hon, san-bon, Ippon kumite) en 1933, del combate semi-libre a un punto (ju-ippon kumite) en 1934, y finalmente del combate libre (jyu kumite) en 1935. En otoño de 1936, Nakayama y otros estudiantes del maestro Gichin Funakoshi, y de su hijo Yoshitaka Funakoshi dieron la primera exhibición pública de estos nuevos métodos de entrenamiento en una demostración en el Centro Cívico de Tokio.
Además de sus cinco horas diarias de práctica de karate, Nakayama continuó con un curso académico universitario en historia y lengua china, como parte de su formación en idiomas extranjeros. El curso incluía el intercambio, y pasó 3 o 4 meses en Manchuria durante 1933, como estudiante de segundo año, y regresó a China en 1937 en un programa de intercambio de la Universidad de Pekín. E inclusive se quedó a trabajar para el gobierno chino. Durante su estancia en China, Nakayama continuó practicando y enseñando karate, pero también estudió los fundamentos de varias artes marciales chinas, o kung fu/wu shu, con el fin de profundizar en su práctica del karate. Fue por este motivo que no alcanzó a participar en la formación del primer dojo construido para el karate en Japón: el dojo Shotokan. De esta manera Nakayama se salvó de los bombardeos aliados de la Segunda Guerra Mundial (1939-1945) que se experimentaron en su país. A su retorno al Japón, Nakayama encontró que varios de sus compañeros de karate, así como el propio dojo Shotokan, habían perecido en la guerra. Él fue quien empezó a organizar las clases de nuevo y, en mayo de 1949, ayudó a fundar la Asociación Japonesa de Karate (JKA) o Japan Karate Association.
Aunque el maestro Gichin Funakoshi era la cabeza honoraria de la nueva organización, el maestro ya tenía 81 años en el momento de la fundación, y escogió al joven Nakayama como instructor Principal de la J.K.A. o Japan Karate Association. En 1947 Nakayama se convirtió en el entrenador del equipo de karate-do de la Universidad de Takushoku. En 1952 se le contrató como parte del personal de educación física y tras completar sus estudios en esta rama de la educación, llegando a ser el director de la facultad. Entre sus muchos logros están la creación de las bases y estructura inicial del karate deportivo, el programa de entrenamiento de instructores de la J.K.A., y la expansión del karate-do en los Estados Unidos y en el resto del mundo. En 1965 publicó su libro "La Dinámica del Karate" (2 tomos) y en 1977 la serie "El Mejor Karate". Otros libros de gran reconocimiento son: "Las Katas de Karate" (5 tomos) y "Karate Superior" (11 tomos).
El 14 de abril de 1987, Masatoshi Nakayama murió a la edad de 74 años. Hasta su muerte, continuó viajando, enseñando, escribiendo libros sobre karate-do (más de 20), y vigilando el devenir de la J.K.A. en una organización mundial de más de 10 millones de personas en 155 países. La cual continua hoy día. Nakayama fue un verdadero maestro del karate-do que promocionó el arte en todas sus facetas, incluyendo la filosofía, técnicas e ideas de los maestros Gichin Funakoshi y su hijo Yoshitaka, y pasó toda su vida transmitiéndolas al mundo.
- Datos: Q384558